# Brianchon (cráter)
Brianchon es un cráter de impacto que se encuentra en el extremo noroeste de la Luna. Debido a su ubicación, desde la Tierra su visibilidad es afectada por la libración. Así, una observación más detallada requiere que el cráter deba ser visto desde una nave en órbita.
Este cráter se encuentra justo al oeste del cráter Pascal, quedando Desargues en su lado sureste. Al sur de Brianchon aparece el cráter Cremona, mientras que Lindblad se encuentra al suroeste, justo en el límite de la cara oculta de la Luna.
Brianchon se ha desgastado y erosionado por la historia de impactos que siguió a su formación. Los más prominentes son dos cráteres que se encuentran junto al exterior del lado norte del borde, y Brianchon B, que invade ligeramente el borde sur. Brianchon A forma una curva hacia afuera en el borde noroeste, pero por lo demás se fusiona a la perfección con la formación del cráter principal. También hay una formación de cráteres concéntricos que invaden parcialmente el exterior del borde sudeste. El resto de la pared exterior se ha redondeado, y está cubierta de una serie de pequeños cráteres.
El suelo del cráter es relativamente llano, y se caracteriza por una multitud de pequeños cráteres. El más destacado de ellos es un pequeño cráter, en forma de cuenco justo al noroeste del punto medio. La parte sur del suelo del cráter, en particular, contiene una agrupación de varios pequeños cráteres.

## Cráteres satélite
Por convención estos elementos son identificados en los mapas lunares poniendo la letra en el lado del punto medio del cráter que está más cerca de Brianchon.
|           | \| Brianchon \| Coordenadas \| Diámetro \| \| --------- \| ----------------------------- \| -------- \| \| A \| 76°42′N 86°18′O / 76.7, -86.3 \| 50 km \| \| B \| 72°12′N 89°06′O / 72.2, -89.1 \| 31 km \| \| T \| 75°48′N 99°48′O / 75.8, -99.8 \| 30 km \| |          |
| Brianchon | Coordenadas | Diámetro |
| A         | 76°42′N 86°18′O / 76.7, -86.3 | 50 km    |
| B         | 72°12′N 89°06′O / 72.2, -89.1 | 31 km    |
| T         | 75°48′N 99°48′O / 75.8, -99.8 | 30 km    |